# Макдональд, Фиона
Фио́на Макдо́нальд (англ. Fiona MacDonald), урождённая Фио́на Бра́ун, англ. Fiona Brown; род. 9 декабря 1974, Пейсли, Ренфрушир) — шотландская и британская кёрлингистка.
В составе женской сборной Великобритании чемпионка зимних Олимпийских игр 2002. В составе женской сборной Шотландии участница чемпионатов мира и Европы. Чемпионка Шотландии среди женщин. В составе юниорской женской сборной Шотландии чемпионка мира. Чемпионка Шотландии среди юниоров.
Играла в основном на позиции второго.
В 2002 году за заслуги в развитии кёрлинга в Великобритании вместе со всей женской командой олимпийских чемпионов по кёрлингу была удостоена титула члена Ордена Британской империи (MBE).

## Достижения
- Зимние Олимпийские игры: золото (2002).
- Чемпионат Шотландии по кёрлингу среди женщин: золото (2000).
- Чемпионат мира по кёрлингу среди юниоров: золото (1993).
- Чемпионат Шотландии по кёрлингу среди юниоров: золото (1993).

## Команды
| Сезон   | Четвёртый      | Третий          | Второй           | Первый        | Запасной                                         | Турниры                      |
| ------- | -------------- | --------------- | ---------------- | ------------- | ------------------------------------------------ | ---------------------------- |
| 1992—93 | Кирсти Хэй     | Джиллиан Барр   | Джоанна Пегг     | Louise Wilkie | Фиона Браун                                      | ЧШЮ 1993 · ЧМЮ 1993          |
| 1993—94 | Gillian Howard | Kirsty Hynd     | Alison Kinghorn  | Sandra Hynd   | Фиона Браун                                      | ЧМЮ 1994 (7 место)           |
| 1999—00 | Рона Мартин    | Маргарет Мортон | Фиона Макдональд | Джанис Уотт   | Carolyn Morris тренеры: Рассел Кейллер, Майк Хэй | ЧЕ 1999 (4 место)            |
| 1999—00 | Рона Мартин    | Маргарет Мортон | Фиона Макдональд | Джанис Уотт   | Дебора Нокс (ЧМ) тренер: Рассел Кейллер          | ЧШЖ 2000 · ЧМ 2000 (4 место) |
| 2001—02 | Рона Мартин    | Дебора Нокс     | Фиона Макдональд | Джанис Рэнкин | Маргарет Мортон тренер: Рассел Кейллер           | ЧЕ 2001 (6 место) · ЗОИ 2002 |

(скипы выделены полужирным шрифтом)

## Частная жизнь
В разводе с Эваном Макдональдом, который также профессионально занимается кёрлингом, трёхкратный чемпион мира, участник зимних Олимпийских игр 2002, 2006, 2010 годов.